# Accordo dei 17 punti
L'Accordo dei Diciassette Punti, noto ai cinesi come Trattato di liberazione pacifica del Tibet (in cinese 中央人民政府和西藏地方政府關於和平解放西藏辦法的協議T, 中央人民政府和西藏地方政府关于和平解放西藏办法的协议S, Zhungyang mimang sixung tang Poigi sanai sixung nyi Phoi xiwai jingzhoi jungtabgorgi choidünP, in tibetano བོད་ཞི་བས་བཅིངས་འགྲོལ་འབྱུང་ཐབས་སྐོར་གྱི་གྲོས་མཐུན་དོན་ཚན་བཅུ་བདུན་, Krung dbyang mi dmangs srid gzhung dang bod kyi sa gnas srid gzhung gnyis bod zhi bas bcings bkrol ’byung thabs skor gyi gros mthunW), è un trattato che fu firmato a Pechino il 23 maggio 1951 dai delegati del Tibet e della Repubblica Popolare Cinese con il quale i rappresentanti tibetani riconobbero la sovranità cinese sul territorio tibetano.
Il governo di Lhasa si vide costretto a sottoscriverlo dopo l'invasione del Tibet Orientale, noto come Kham occidentale, da parte dell'Esercito Popolare di Liberazione cinese avvenuta il 6 ottobre del 1950, e la successiva minaccia che l'invasione si sarebbe estesa in tutto il Tibet in caso di mancata accettazione dell'accordo stesso.
I punti principali dell'accordo prevedevano:
- il riconoscimento della sovranità cinese sul territorio tibetano, del quale veniva sancito ufficialmente l'ingresso nella neonata Repubblica Popolare Cinese
- l'istituzione in territorio tibetano di un comitato militare e amministrativo nonché di un quartier generale di comando della regione militare gestiti dal governo di Pechino
- le garanzie cinesi sull'autonomia regionale del Tibet nelle questioni interne e la salvaguardia della locale cultura
- un piano di riforme da parte del governo cinese che si impegnava ad inserirle gradualmente nella vita del paese
- il graduale inserimento delle forze armate tibetane all'interno dell'esercito cinese
- la gestione dei rapporti del Tibet con l'estero da parte del governo cinese

Venne siglato da una delegazione di cinque rappresentanti del neoeletto Dalai Lama (cui spettava sia il potere politico che religioso in Tibet) guidata dal governatore dell'occupato Tibet Orientale Ngapoi Ngawang Jigme, e dalla delegazione cinese guidata dal plenipotenziario Li Weihan, ministro della commissione per gli affari delle nazionalità, completata da due gerarchi militari e dal responsabile politico per gli affari del sud-ovest.

## Il testo dell'accordo
Il laconico testo, redatto in duplice copia, una in lingua tibetana, l'altra in lingua cinese, recitava quanto segue:
- PREMESSA:

"L'accordo in 17 punti sulle misure riguardanti la liberazione pacifica del Tibet, concluso tra il Governo popolare centrale e il Governo locale del Tibet e firmato il 23 maggio 1951, è stipulato come segue:
- 1. Il popolo tibetano si unirà alla madrepatria cinese e caccerà via dal Tibet le forze d'aggressione imperialiste.
- 1.1 Il popolo tibetano ritornerà in seno alla grande famiglia della patria - la Repubblica popolare cinese.
- 2. Il governo locale del Tibet fornirà aiuto all'Esercito popolare di Liberazione per entrare nel Tibet e consolidare la difesa nazionale.
- 3. Conformemente alla politica nei confronti delle nazionalità fissata nel Programma comune della Conferenza consultiva politica del popolo cinese, il popolo tibetano ha il diritto di esercitare l'autonomia regionale delle nazionalità sotto la direzione unica del Governo popolare centrale.
- 4. L'autorità centrale non apporterà modifiche all'esistente sistema politico del Tibet. L'autorità centrale non apporterà modifiche neppure agli statuti e prerogative prestabiliti del Dalai Lama. I funzionari ai vari livelli continueranno a svolgere le loro funzioni come al solito.
- 5. Lo statuto e le prerogative prestabiliti del Pantchen Erdeni saranno mantenuti.
- 6. Per statuto e prerogative prestabiliti del Dalai Lama e del Pantchen Erdeni si intendono gli statuti e le prerogative del XIII Dalai Lama e del IX Pantchen Erdeni all'epoca in cui essi avevano relazioni amichevoli.
- 7. La politica di libertà di credo religioso fissata nel Programma comune della Conferenza consultiva politica del popolo cinese sarà applicata. Le credenze religiose, le usanze e i costumi del popolo tibetano saranno rispettati e i monasteri lamaici saranno protetti. L'autorità centrale non apporterà cambiamenti in riferimento ai proventi dei monasteri.
- 8. Le truppe tibetane saranno riorganizzate, gradualmente, in unità dell'Esercito popolare di Liberazione e faranno parte dalle forze di difesa nazionale della Repubblica popolare cinese.
- 9. La lingua, la scrittura e l'insegnamento scolastico della nazionalità tibetana saranno sviluppati progressivamente in accordo con le effettive condizioni del Tibet.
- 10. L'agricoltura, l'allevamento, l'industria e il commercio saranno sviluppati gradualmente e il livello di vita del popolo sarà progressivamente migliorato in accordo con le effettive condizioni del Tibet.
- 11. Riguardo alle varie riforme nel Tibet, non sarà esercitata alcuna costrizione da parte dell'autorità centrale. Il Governo locale del Tibet intraprenderà le riforme di sua propria iniziativa, e quando il popolo avanzerà delle richieste di riforma, la questione sarà risolta attraverso consultazioni col personale dirigente del Tibet.
- 12. A condizione che essi rompano risolutamente le loro relazioni con gli imperialisti e il Kuomintang e non intraprendano attività di sabotaggio e di resistenza, i funzionari che in passato si erano mostrati pro-imperialisti e pro-kuomintaniani potranno continuare a svolgere le loro funzioni e non saranno perseguiti.
- 13. L'Esercito popolare di Liberazione entrando nel Tibet rispetterà tutte le misure politiche sopra menzionate, effettuerà transazioni commerciali su una base di equità e non prenderà un solo ago o il minimo pezzetto di filo appartenente alla popolazione.
- 14. Il Governo popolare centrale gestirà con una direzione centralizzata tutti gli affari esteri della regione del Tibet; e seguirà sulla base dell'uguaglianza e della reciprocità e del mutuo rispetto dell'integrità territoriale e della sovranità, una politica di coesistenza pacifica con i paesi vicini e stabilirà e svilupperà con loro eque relazioni commerciali.
- 15. Al fine di assicurare l'applicazione di questo accordo, il Governo popolare centrale creerà nel Tibet un comitato militare e amministrativo e un quartier generale di comando della regione militare, e oltre al personale inviato dal Governo popolare centrale, impiegherà per quanto possibile il personale tibetano sul posto per prendere parte al lavoro.Le firme sull'accordo dei 17 punti

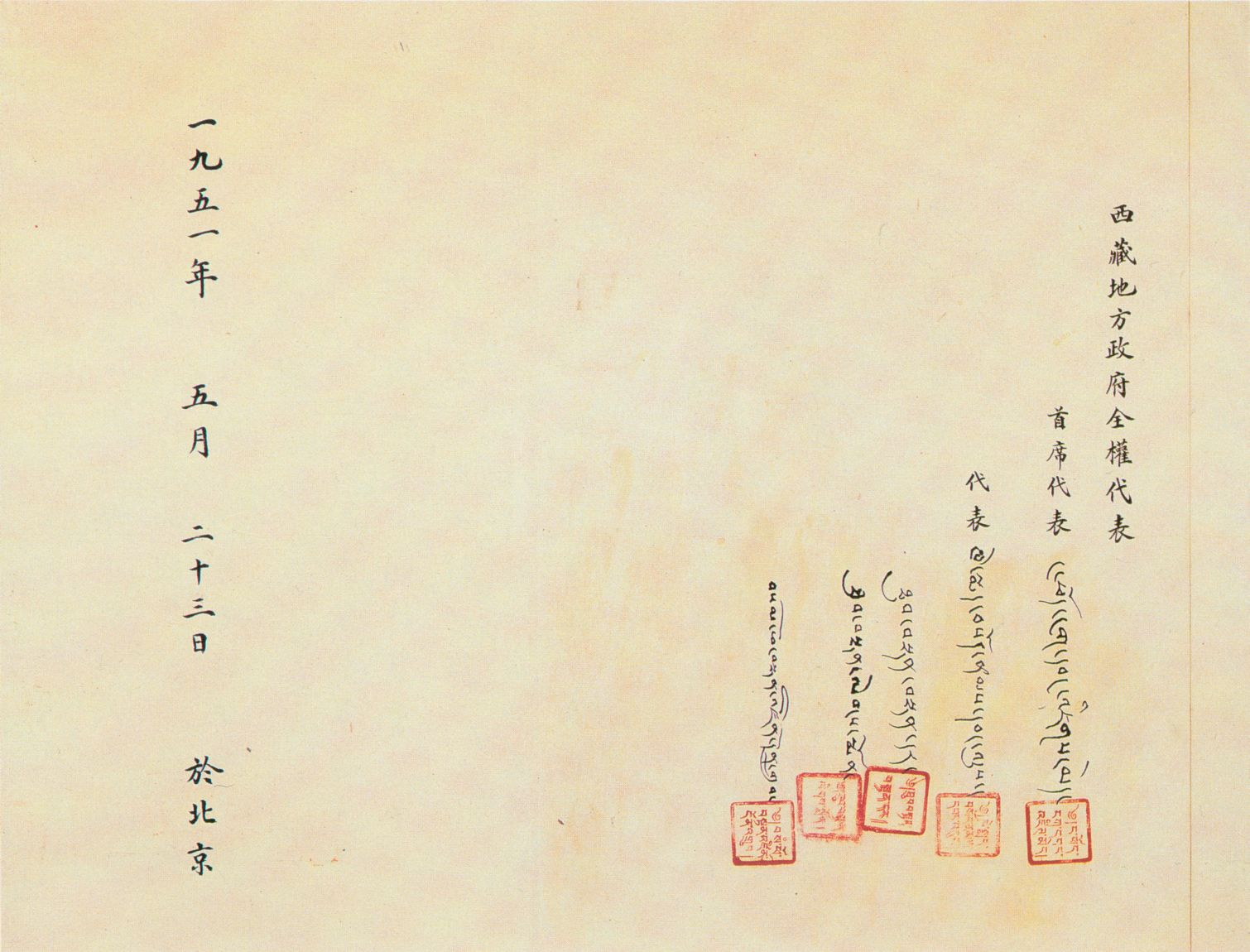
Le firme sull'accordo dei 17 punti

- 15.1 Il personale tibetano locale che partecipa ai lavori del comitato militare e amministrativo potrebbe comprendere elementi patrioti del Governo locale del Tibet, delle varie parti del territorio e dei principali monasteri; la lista dei nomi sarà compilata dopo consultazioni tra i rappresentanti designati dal Governo popolare centrale e le parti interessate, e sarà sottoposta al Governo popolare centrale per la nomina.
- 16. I fondi necessari al comitato militare e amministrativo, al quartier generale del Comando della regione militare e all'Esercito popolare di Liberazione che entra nel Tibet saranno forniti dal Governo popolare centrale.
- 16.1 Il Governo locale del Tibet fornirà assistenza all'Esercito popolare di Liberazione per l'acquisto e il trasporto delle granaglie e di altri prodotti di consumo corrente così come del foraggio.
- 17. Questo accordo entrerà immediatamente in vigore subito dopo l'apposizione delle firme e dei sigilli.

## Validità dell'accordo
Il trattato fu ratificato dal Dalai Lama con un telegramma spedito a Pechino il 24 ottobre 1951 il cui testo era il seguente:

"Il Governo Locale del Tibet così come la sua popolazione ecclesiastica e secolare supportano unanimemente questo accordo, e sotto la guida del Presidente Mao e del Governo Centrale Popolare, supporteranno attivamente l'Esercito di Liberazione Popolare in Tibet per consolidare la difesa nazionale, scacciare le influenze imperialiste dal Tibet e salvaguardare l'unificazione del territorio e la sovranità della Madre Patria."

In seguito, specialmente dopo la rottura dei rapporti tra il governo cinese ed il Dalai Lama, avvenuta nel 1959 contestualmente alla sua fuga ed all'autoesilio in India, esponenti del governo tibetano avrebbero denunciato l'unilateralità dell'accordo, stilato dai cinesi senza acconsentire alcun emendamento ai delegati tibetani, dichiarando che questi erano presenti per negoziare e non per firmare, ed avrebbero attribuito l'invio del telegramma del 24 ottobre non al Dalai Lama ma all'inviato cinese in Tibet delegato all'attuazione dell'accordo e ai rapporti con la corte tibetana.
La difficoltà di comprensione del reale valore dell'accordo è accentuata dal conflitto interno che si generò tra l'ala intransigente tibetana, di cui facevano parte il Primo Ministro Lukhangwa ed i ribelli che si organizzarono autonomamente contro i cinesi, ostile al trattato nella sua integrità, e la posizione dello stesso Dalai Lama e di una parte degli ecclesiastici vicina al patriarca, che negli otto anni di permanenza in Tibet dopo la firma dell'accordo tentarono senza successo di assecondare il piano cinese per acquisire dei vantaggi alla causa nazionale, e scongiurare la continua minaccia di invasione integrale del paese.
Secondo il tibetologo ed antropologo statunitense Melvyn Goldstein, se da un lato l'accordo può essere definito valido da un punto di vista giuridico, perché fu firmato dai convenuti senza che questi venissero obbligati con la violenza fisica, dal punto di vista formale le obiezioni in merito all'effettiva autorità dei delegati tibetani a sottoscrivere il documento sono reali e ne compromettono la validità.

## Radici storiche delle rivendicazioni cinesi sul Tibet
I conflitti tra Cina e Tibet cominciarono nel VII secolo durante il glorioso periodo dell'impero tibetano. Nel corso dei secoli le guerre tra i due paesi furono diverse e significativa fu la pace firmata nell'822, che fissò quelli che sono considerati i confini storici tra i due stati.
Nel XIII secolo il condottiero mongolo Kublai Khan completò la conquista della Cina e del Tibet e si fece incoronare imperatore cinese fondando la dinastia Yuan. Al Tibet fu concesso uno statuto speciale di autonomia fondato sul rapporto religioso tra il paese e la corte mongola, la cui religione di Stato era il buddhismo tibetano.
Il fatto che il Tibet fosse soggetto al potere di Pechino costituisce da un punto di vista cronologico il primo motivo di rivendicazione cinese sul paese, cui i tibetani obiettano di essere stati conquistati dai mongoli prima della fondazione della dinastia Yuan, e che la successiva dinastia Ming non aveva niente a che fare con i mongoli.
Con l'affermarsi dei Ming, il Tibet divenne uno stato autonomo con l'obbligo di versare tributi alla Cina (vedi Tibet durante la dinastia Ming), ed i governanti ottennero in cambio dall'imperatore Ming il titolo di Chanhuawang (in cinese: 闡化王, principi che diffondono il buddhismo).
L'avvento dei Dalai Lama fu favorito dal ritorno dei mongoli in Tibet, ma quando l'influenza di questi ultimi si fece oppressiva i tibetani chiesero ed ottennero l'intervento cinese per liberare il paese, la truppe di Pechino presero Lhasa e cacciarono i mongoli nel 1720 ed ottennero il diritto di avere un commissario residente (amban) a Lhasa in pianta stabile.
Attorno al 1790 furono le truppe cinesi che respinsero un'invasione dei Gurkha nepalesi nel sud del Tibet.
Agli inizi del XX secolo la pressione del Regno Unito culminò con una provvisoria invasione nel 1904 del Tibet, con cui i britannici estesero nel paese la loro influenza stipulando un trattato con il Tibet nello stesso anno. Nel 1906 obbligarono la Cina a firmare un accordo con cui entrambi i governi si impegnarono a non intromettersi nell'amministrazione del governo tibetano e ad impedire che lo facessero altre nazioni. Il governo di Pechino si impegnava anche a pagare alla Gran Bretagna i 2,5 milioni di rupie che il Tibet sarebbe stato costretto a versare in base al trattato del 1904.

## Antefatti
Nel periodo in cui fu firmato l'accordo dei 17 punti l'assetto politico della regione attraversava un momento difficile, la rinuncia del Regno Unito ai possedimenti nell'India britannica lasciò un vuoto di potere di cui approfittarono i cinesi. Dall'inizio del secolo la potenza europea aveva esercitato grande influenza in Tibet, e nella tutela dei suoi interessi aveva preservato il paese asiatico dalle possibili invasioni cinesi e da quelle maggiormente temute dell'impero russo, con il quale aveva instaurato il grande gioco per l'egemonia in Asia.
La protezione britannica del Tibet aveva indebolito il governo di Lhasa, che aveva demandato agli europei la difesa del territorio curando con inadeguatezza l'efficienza del proprio esercito.
I comunisti cinesi erano appena usciti vittoriosi dalla guerra civile che aveva confinato il precedente regime nazionalista di Chiang Kai-shek della repubblica di Cina nella roccaforte di Taiwan. Gli incontri relativi all'accordo capitarono inoltre in concomitanza con l'offensiva scatenata dai cinesi contro le forze statunitensi nell'ambito della guerra di Corea (1950-1954).
L'accordo dei 17 punti fu un diktat imposto dal governo di Pechino, dopo che l'esercito cinese aveva sbaragliato le esigue guarnigioni tibetane di frontiera ed occupato la capitale della regione tibetana del Kham occidentale Chamdo, che si trova nella parte orientale dell'attuale Regione Autonoma del Tibet, del quale è la terza città in ordine di grandezza.
L'occupazione militare cominciò il 7 ottobre 1950 contro un paese praticamente privo di infrastrutture, di telecomunicazioni, di industrie e dotato di un esercito composto di soli 8.000 uomini che svolgeva principalmente le funzioni solitamente riservate alla polizia.
I cinesi giustificarono tale atto con la necessità di sradicare dal territorio, su cui rivendicavano la sovranità, il sistema feudale basato sulla servitù della gleba e sullo schiavismo, anacronistici elementi inaccettabili dalla linea politica del governo di Pechino. Pur riconoscendo l'esistenza di tale sistema in Tibet, le autorità di Lhasa controbatterono che esso era vietato dalle leggi ed erano state programmate delle iniziative per estirparlo, aggiungendo che comunque il tenore di vita delle popolazioni era accettabile perché nessuno aveva mai patito la fame.
Già nel dicembre del 1950 si registrarono le prime violenze contro la popolazione della zona occupata e dei territori tibetani in mano cinese prima dell'invasione, nelle province del Sichuan, Qinghai, Gansu e Yunnan, a cui non era stato riconosciuto il privilegio dell'inserimento graduale delle dure riforme del nuovo governo cinese. La resistenza in questi territori implicò la soppressione dei monasteri lamaisti i cui monaci si posero spesso a capo delle rivolte contro le truppe di occupazione.
Nel 1951 iniziò la guerriglia tibetana contro gli invasori, che - in settembre - avevano militarizzato e incorporato nell'amministrazione cinese il territorio occupato, a cui venne dato il nome di "territorio a statuto speciale di Qamdo" ((ZH)  昌都地区).

## Conseguenze
La guerriglia, che venne in seguito finanziata ed equipaggiata sia dalla CIA, i servizi segreti statunitensi, che dalla repubblica cinese di Chiang Kai-shek, operò fino a tutto il 1971, quando gli aiuti statunitensi furono revocati nell'ambito della distensione dei rapporti con il governo cinese, per cercare una soluzione pacifica nella guerra del Vietnam.
Secondo le fonti tibetane la delegazione cinese che venne in Tibet dopo la conclusione dell'accordo si presentò accompagnata da una scorta armata di 3.000 uomini, e dopo le ritrosie della corte di Lhasa di ratificare il trattato, il contingente cinese che fu inviato in Tibet per garantirne l'applicazione (vedi il punto 15 dello stesso) era composto da ben 20.000 soldati.
Nell'ambito del programma di cinesizzazione dei territori conquistati, dal 1952 il governo di Pechino promosse un trasferimento di popolazione han all'interno del territorio tibetano, sia incentivato che coatto, che fu una delle cause scatenanti la rivolta tibetana di Lhasa del marzo del 1959, soffocata dai cinesi in un bagno di sangue.
Questi scontri provocarono nello stesso mese la fuga e l'esilio in India del Dalai Lama e del suo governo, nonché la rottura dell'accordo da parte dei cinesi, che occuparono militarmente anche il resto del Tibet.
Si giunse così alla denuncia dell'accordo dei 17 punti sia da parte cinese che da parte tibetana. Il Dalai Lama proclamò che la firma fu estorta con la forza ed i cinesi dichiararono illegale il governo tibetano il 28 marzo 1959. Quasi contemporaneamente il Dalai Lama formò un nuovo governo provvisorio in esilio che si installò nel 1960 a Dharamsala in India.
Dopo gli scontri di Lhasa e l'esilio della corte tibetana ci fu una svolta nel rapporto tra il governo centrale cinese ed i territori tibetani occupati: fu cancellato il programma di inserimento graduale delle riforme che furono imposte fin dall'inizio con la forza. La repressione con cui le truppe cinesi fecero rispettare tali disposizioni assunse proporzioni mai viste prima. La religione fu considerata contraria ai principi di tale riforme e fu imposto l'ateismo di Stato.
Dal 1962 venne quasi del tutto revocato l'utilizzo negli atti pubblici della lingua tibetana, della quale fu decretata la cessazione dell'insegnamento a livello scolastico. Dal 1963 l'ingresso nel Tibet venne precluso agli stranieri con un divieto che durò fino al 1978.
Sebbene mai abrogato, questo trattato venne semplicemente "congelato" dai cinesi a partire dal 1959 dopo la fuga in India del Dalai Lama, e perse a tutti gli effetti d'efficacia a partire dal 1965 con l'istituzione della TAR, la Regione Autonoma del Tibet, che rappresenta la decadenza delle residue autonomie tibetane ed il completo assoggettamento al controllo centrale di Pechino che tuttora perdura.